# David Butler (sceneggiatore)
David Butler (Larkhall, 12 novembre 1927 – Londra, 27 maggio 2006) è stato uno sceneggiatore scozzese.

## Filmografia parziale
- La nave dei dannati (Voyage of the Damned) , regia di Stuart Rosenberg (1976)
- Gesù di Nazareth, regia di Franco Zeffirelli (1977) - miniserie Tv
- L'isola della paura (Bear Island), regia di Don Sharp (1979)
- Marco Polo (1982) - miniserie Tv